# MasterBee
『MasterBee』（マスタービー）は、日本のロックバンド、BARBEE BOYSの配信限定アルバム。2020年2月8日に21st. CENTURY BARBEE BOYSより発売された。
本作では2019年12月18日に発売された『PlanBee』（プランビー）と、2020年1月13日にアナログ盤として発売された『PlayBee』（プレイビー）についても解説する。

## リリース
2019年12月18日に21st. CENTURY BARBEE BOYSより7thアルバム『PlanBee』を発売。前作『eeney meeney barbee moe』以来29年ぶりとなるアルバムで、HMVとLoppi限定で発売された。同作にはリード曲として先行配信されていた「無敵のヴァレリー」を含む全5曲が収録された。同作は2019年12月30日付のオリコン週間インディーズアルバムランキングで最高2位を獲得した。
2020年1月13日にアナログ盤『PlayBee』を、同日に国立代々木競技場第一体育館で開催されたワンマンライブ『突然こんなところは嫌いかい?』の会場先行で発売。同作には『PlanBee』に未収録となった「キッズアーオーライ」を含む全6曲が収録された。同作は2020年2月10日付のオリコン週間アルバムランキングで212位を獲得した。
2020年2月28日に『PlanBee』に収録の5曲と『PlayBee』にのみ収録されていた「キッズアーオーライ」、さらに1月13日のワンマンライブの会場で配布された楽曲「まかせてTonight」「あいさつはいつでも」の全8曲が収録された配信限定アルバム『MasterBee』が発売された。

## 収録内容

### PlanBee
- 品番 : BB-21000001
- リード曲「無敵のヴァレリー」を含む全5曲を収録。

| 全作詞・作曲: いまみちともたか。 |                            |                  |                  |      |
| #                                | タイトル                   | 作詞             | 作曲・編曲       | 時間 |
| 1.                               | 「ぼくらのバックナンバー」 | いまみちともたか | いまみちともたか | 4:29 |
| 2.                               | 「無敵のヴァレリー」       | いまみちともたか | いまみちともたか | 2:50 |
| 3.                               | 「CRAZY BLUE」             | いまみちともたか | いまみちともたか | 4:43 |
| 4.                               | 「カリビアンライフ」       | いまみちともたか | いまみちともたか | 3:49 |
| 5.                               | 「翔んでみせろ」           | いまみちともたか | いまみちともたか | 3:43 |
| 合計時間:                        | 合計時間:                  | 19:34            |                  |      |

### PlayBee
- 品番 : HRLP-190
- CDに未収録となっていた「キッズアーオーライ」を追加した全6曲を収録。
- 収録曲の作詞作曲は、特記を除きいまみちともたか。

| #         | タイトル                   | 作詞  | 作曲・編曲 | 時間 |
| --------- | -------------------------- | ----- | ---------- | ---- |
| 1.        | 「翔んでみせろ」           |       |            | 3:43 |
| 2.        | 「無敵のヴァレリー」       |       |            | 2:50 |
| 3.        | 「ぼくらのバックナンバー」 |       |            | 4:29 |
| 合計時間: | 合計時間:                  | 11:02 |            |      |

| #         | タイトル               | 作詞・作曲 | 時間  |
| --------- | ---------------------- | ---------- | ----- |
| 1.        | 「キッズアーオーライ」 |            | 3:18  |
| 2.        | 「あいさつはいつでも」 | 近藤敦     | 3:16  |
| 3.        | 「CRAZY BLUE」         |            | 4:43  |
| 合計時間: | 合計時間:              | 合計時間:  | 11:17 |

### MasterBee
- ライブ会場で配布されたCDに収録された楽曲を含む全8曲を収録。
- 収録曲の作詞作曲は、特記を除きいまみちともたか。

| #         | タイトル                   | 作詞・作曲 | 時間  |
| --------- | -------------------------- | ---------- | ----- |
| 1.        | 「ぼくらのバックナンバー」 |            | 4:29  |
| 2.        | 「無敵のヴァレリー」       |            | 2:50  |
| 3.        | 「CRAZY BLUE」             |            | 4:43  |
| 4.        | 「カリビアンライフ」       |            | 3:49  |
| 5.        | 「あいさつはいつでも」     | 近藤敦     | 3:16  |
| 6.        | 「翔んでみせろ」           |            | 3:43  |
| 7.        | 「まかせてTonight」        |            | 4:05  |
| 8.        | 「キッズアーオーライ」     |            | 3:18  |
| 合計時間: | 合計時間:                  | 合計時間:  | 30:13 |

## 曲の解説
1. ぼくらのバックナンバー
先行シングルにすることも考えられていたが、近藤曰く「青臭いかもしれない」「若者ぶってると思われるのはいやだ」という理由で「無敵のヴァレリー」になった[12]。
2. 無敵のヴァレリー
リード曲で、配信限定シングル。
3. CRAZY BLUE
2009年の再結成時に書き下ろされた唯一の「新曲」。スタジオ音源としては初めて収録されたもの。
4. カリビアンライフ
レコーディング終了後の朝にできた楽曲で、録音する時間が取れなかったため忘れないようにスタジオに着いてメンバーに聴かせ、近藤の許可が出てこの楽曲のレコーディングが行われた[12]。
『PlayBee』には未収録。
5. あいさつはいつでも
1月13日のワンマンライブの会場で配布された楽曲。
6. 翔んでみせろ
シングル盤『負けるもんか』やベスト・アルバム『BARBEE BOYS』にライブ音源が収録されていたが、スタジオ音源は本作で初めて収録された[12]。
近藤によると「曲ができた当時は、レコーディングしようとはあまり考えなかった。」「何か一工夫しなくちゃスタジオで録る意味がないと思っていた。」とのことで、いまみちは「今回録ってプレイバックを聴くまでは怖かった。」と語っている[12]。
7. まかせてTonight
1月13日のワンマンライブの会場で配布された楽曲。初期の曲だが、スタジオ音源としては未収緑だった。
8. キッズアーオーライ
『PlanBee』には未収録。